# Trận Spicheren
Trận Spicheren theo cách gọi của người Đức (người Pháp gọi là Trận Forbach), còn được đề cập với cái tên Trận Spicheren-Forbach, là một trong những trận đánh lớn đầu tiên của cuộc Chiến tranh Pháp-Đức (1870 – 1871), đã diễn ra quanh hai làng Spicheren và Forbach gần biên giới Saarbrücken vào ngày 6 tháng 8 năm 1870. Tại đây các đơn vị Đức thuộc Binh đoàn số 1 dưới quyền lão tướng Karl von Steinmetz và Quân đoàn III của Binh đoàn 2 dưới quyền Vương tử Friedrich Karl đã đánh bại được Quân đoàn II Pháp do tướng Charles Auguste Frossard chỉ huy. Cùng với những thắng lợi lớn của Binh đoàn 3 ở Alsace trong các ngày 4 và 6 tháng 8, chiến thắng Spicheren trên mạn Lorraine đã khai lối cho các đạo binh Đức tiến vào bản thổ Pháp.
Tổng tham mưu trưởng Đức Helmuth Graf von Moltke thoạt đầu dự định tập trung Binh đoàn 2, với Binh đoàn 1 yểm trợ sườn phía bắc, trên bờ sông Saar – nơi họ sẽ chờ đến khi Binh đoàn 3 đánh bại Quân đoàn I Pháp tại vùng Alsace và vượt dãy Vosges. Song vào ngày 5 tháng 8, Steinmetz tự ý quay quân xuống phía nam để tiến công sông Saar theo những lộ trình được quy định cho Binh đoàn 2, đẩy binh đoàn Phổ-Đức vào một chiến dịch tấn công trực diện ngoài ý muốn của Bộ Tổng tham mưu. Sau khi đơn vị đi đầu của Steinmetz – Sư đoàn 14 (Quân đoàn VII) Phổ tiếp cận Lorraine vào đầu ngày 6 tháng 8, sư đoàn trưởng là tướng Georg von Kameke lập tức phát lệnh tấn công tuyến phòng ngự rắn chắc của Quân đoàn II gồm 3 sư đoàn Pháp trên các cao điểm Spicheren-Forbach. Được trang bị súng trường hiện đại Chassepot, bộ binh Pháp đã chặn được các đợt tấn công đầu tiên của Sư đoàn 14..
Nhưng trong khi phía Pháp hầu như chỉ phòng ngự bị động, 3 sư đoàn quân Đức thuộc các Quân đoàn VII (tướng Heinrich von Zastrow), VIII (tướng August von Goeben) và III (tướng Constantin von Alvensleben) đã "hành quân theo tiếng đạn pháo" về chiến trường để tăng cường sức ép tấn công. Thêm vào đó, các khẩu đại bác tân tiến hiệu Krupp của pháo binh Đức cũng cày nát trận địa quân Pháp. Bấp chấp sự chống cự cứng rắn của quân Pháp, quân Đức đã dần tạo được thế hợp vây buộc Frossard phải bỏ cuộc và rút quân chạy về Sarreguemines trong màn đêm. Tổn thất của hai bên lên đến khoảng 5.000 quân Đức và 4.000 quân Pháp – một con số cao nếu xét về những lợi thế tự nhiên mà phía Pháp có được từ các địa điểm phòng thủ của mình.

## Bối cảnh
Dù không có kế hoạch rành mạch, Hoàng đế Pháp Napoléon III đã điều các Quân đoàn II (tướng Frossard), III (Thống chế Bazaine), IV (tướng Ladmirault) và V (tướng De Failly) tiến gần đến biên giới Đức-Pháp ở Lorraine vào ngày 31 tháng 7 năm 1870, sau khi cuộc Chiến tranh Pháp-Đức bùng nổ. Đến ngày 2 tháng 8, Frossard kéo Quân đoàn II đánh vào bản thổ Đức và giành được thị trấn biên ải Saarbrücken từ tay 3 đại đội của Trung đoàn 40, Sư đoàn 16 (Phổ). Giữa lúc dư luận Pháp rộn rã ăn mừng thắng lợi mở màn của quân lực, Bộ Chỉ huy quân Pháp tại Metz lại trở nên dè đặt và không thể xác định một mục đích cụ thể nào cho các hoạt động tiếp theo.
Trong khi đó, Tổng tham mưu trưởng quân đội Phổ-Đức Helmuth Graf von Moltke đã hội đủ các đạo binh hùng hậu của mình của mình trên một diện rộng từ Koblenz xuống Karlsruhe vào đầu tháng 8 năm 1870. Cánh trái của ông gồm Binh đoàn 1 (50.000 quân) dưới quyền Thượng tướng Bộ binh Karl von Steinmetz và Binh đoàn 2 (134.000 quân) dưới quyền Thân vương Friedrich Karl trên mạn bắc, cánh phải gồm 125.000 quân của Binh đoàn 3 do Thái tử Friedrich Wilhelm chỉ huy ở phía nam. Cũng như trong cuộc chiến tại Áo năm 1866, chủ trương hành động của Moltke là: "truy tìm quân chủ lực địch và tấn công chúng, ở bất cứ nơi nào chúng bị tìm thấy". Ông dự định tập trung Binh đoàn 2, với Binh đoàn 1 yểm trợ sườn phải tại Tholey, trên bờ đông sông Saar để giam chân chủ lực Binh đoàn sông Rhin trong khi Binh đoàn 3 (125.000 quân) tràn vào Alsace, đánh bại Quân đoàn I của Thống chế Pháp MacMahon tại đây rồi vượt dãy Vosges. Tiếp theo đó, Binh đoàn 2 sẽ tấn công quân chủ lực Pháp trong khu vực từ Saarbrücken đến Sarreguemines trong khi Binh đoàn 1 quành xuống phía nam bao vây sườn trái và Binh đoàn 3 vòng lên phía bắc để bọc kín sườn phải.
Tuy nhiên, viên tướng 74 tuổi Steinmetz do thèm khát vinh quang nên bất mãn với vai trò trừ bị và bảo vệ sườn mà ông và binh đoàn nhỏ bé của mình phải đảm nhận. Bất chấp lệnh nghiêm cấm vượt sông Saar của Moltke và truyền thống tuân thủ thượng lệnh của quân lực Phổ, vào ngày 5 tháng 8, Steinmetz cố tình quay toàn bộ Binh đoàn 1 xuống phía nam để tiến đánh Saarbrücken theo các lộ trình mà Bộ Tổng tham mưu dành riêng cho cho Binh đoàn 2, làm cắt rời bộ binh của Friedrich Karl – vốn đang tiến xuống con đường Ottweiler-Neunkirchen – khỏi các sư đoàn kỵ binh của ông – vốn đang đi thẳng về thung lũng Saar để thám sát lực lượng địch – và lôi cả 2 binh đoàn Đức  vào một chiến dịch tấn công trực diện ngoài ý muốn của Moltke. Khi Steinmetz lý giải với Moltke rằng mục đích của ông là nhằm hỗ trợ Binh đoàn 2 bằng cách dụ quân Pháp tấn công thật dữ dội vào binh đoàn của ông, Moltke chỉ đơn thuần ghi chú vào bản thông điệp của Steinmetz: "Sẽ đẩy Binh đoàn 1 đến sự thất trận". Theo nhật ký của Thiếu tá Alfred von Waldersee, "Bộ tư lệnh đang bắt đầu hối tiếc về việc bổ nhiệm [Steinmetz]".

### Frossard rút khỏi Saarbrücken
Như đã nêu, Bộ Tư lệnh quân Pháp trở nên do dự sau trận thắng đầu tiên tại Saarbrücken. Ban đầu Napoléon tính điều Quân đoàn IV mở một cuộc tiến công hạn chế vào thung lũng sông Saar, nhưng sau khi được viên cảnh sát trưởng thị trấn biên ải Wissembourg (Alsace) thông báo về sự xuất hiện của nhiều đạo quân Đức ngoài thị trấn vào ngày 3 tháng 8, vị hoàng đế hốt hoảng chuyển sang thế trận phòng ngự trên mạn đông nước Pháp. Tình hình đó làm Frossard bị lẻ loi tại Saarbrücken và tin tức về đại thắng của Binh đoàn 3 Đức ở Wissembourg ngày 4 tháng 8 đã khiến ông trở nên lo sợ bị chung số phận với Abel Douay. Do vậy, dưới ánh mắt quan sát của quân tuần tiễu Đức thuộc Sư đoàn Kỵ binh 5 (Binh đoàn 2) dưới quyền tướng Rheinbaben, Frossard rút quân khỏi Đức về cố thủ trên các cứ điểm rắn chắc quanh hai làng Spicheren và Forbach (Lorraine) cách Saarbrücken 3,22 km vào ngày 5 tháng 8 mà không cần đợi lệnh cấp trên.

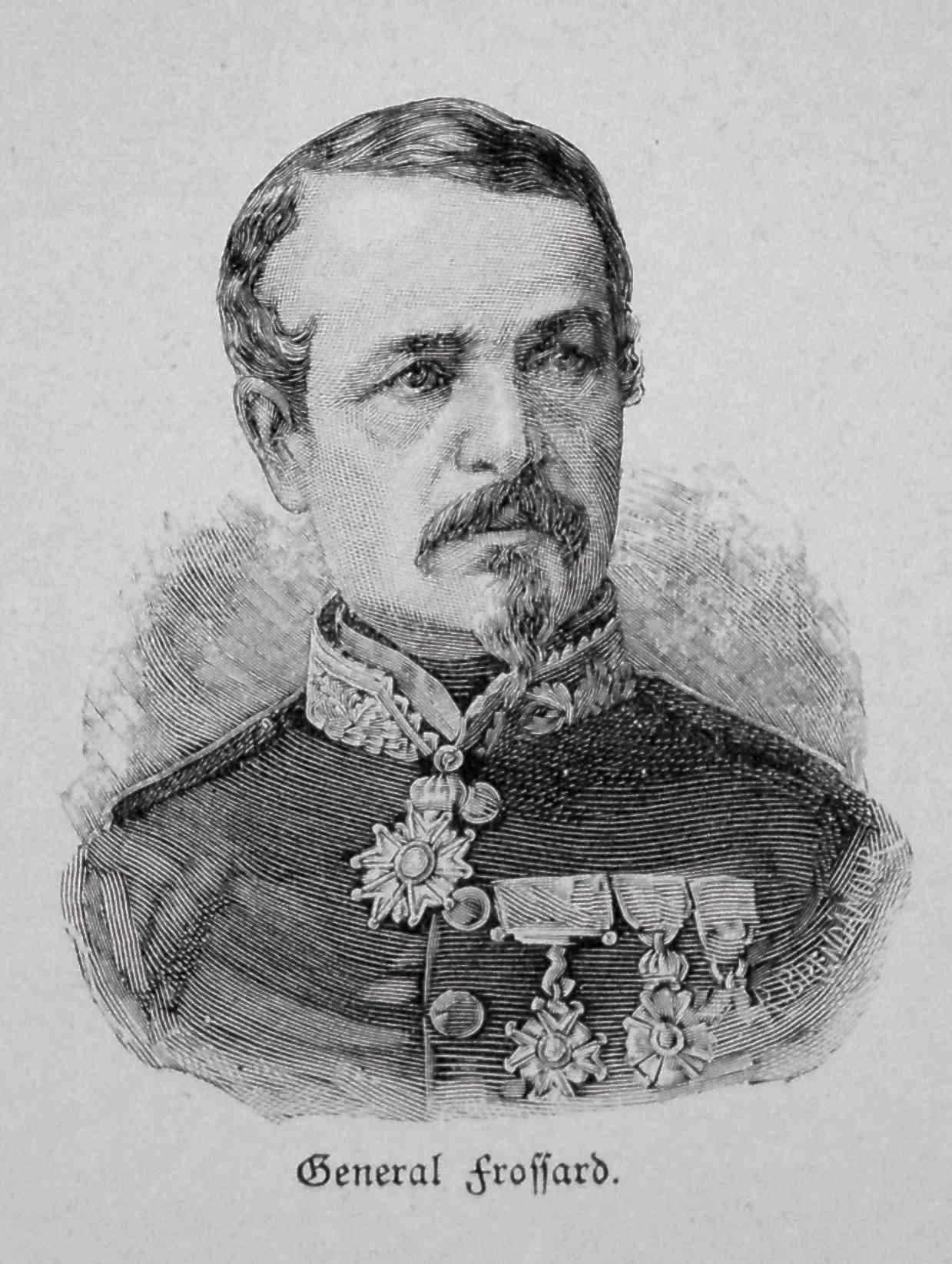
Tướng Frossard của Pháp

Hệ thống cao điểm Spicheren nằm chế ngự khu vực giữa Saarbrücken, ngã tư sông Saar và các tuyến đường sắt, đường bộ chủ yếu để tiến về phía tây nước Pháp. Chúng đã được đánh giá là "địa điểm tuyệt vời" (position magnifique) trong các cuộc khảo sát của quân đội Pháp do chính Frossard thực hiện trước chiến tranh. Bên phải các cao điểm có địa hình dốc xuống theo hướng sông Saar qua các khu rừng Giferts và Stiftswald rộng lớn, gây khó khăn cho bộ binh địch và làm họ không thể tiếp cận với các binh chủng khác. Ở bên trái có thung lũng Forbach-Stiring chật hẹp, chạy dọc theo nó là con đường chính từ Saarbrücken đến Forbach, và theo đó qua Forbach tới St. Avold. Trong thung lũng, các lực lượng Pháp có được một "pháo đài" phòng thủ hình thành từ các xưởng thép của thành phố Stiring-Wendel. Lối vào thung lũng này ở phía bắc được chế ngự bởi một ngọn nhô ra từ hệ thống cao điểm Spicheren, được gọi là đồi Đỏ (Rote Berg, Rotheberg hay Rotherberg) do màu đỏ gạch của các vách đá lởm chởm của nó. Từ đồi Đỏ, quân phòng thủ Pháp có thể nhìn xuống toàn bộ thung lũng nằm giữa các vị trí của họ và các cao điểm trên Saarbrücken mà họ vừa từ bỏ. Nếu như một lực lượng tấn công nào chiếm được Đồi Đỏ, họ sẽ còn phải vượt qua một con đèo chật chội được chế ngự bởi cao điểm Pfaffenberg phía sau làng Spicheren để tiếp cận các sườn dốc chính quanh Spicheren và Forbach.
Hiểu rằng "cái thuổng là bạn đồng hành của súng trường" trong chiến tranh hiện đại, Frossard – một kỹ sư lành nghề – đã cho sư đoàn của tướng Sylvian de Laveaucoupet đào hào cố thủ trên các cao điểm ở trung tâm và cánh phải. Đồi Đỏ được chốt giữ bởi một tiểu đoàn sơn chiến chasseur của Laeveucoupet, với sự yểm trợ của một khẩu đội mitrailleuse. Bên trái, Frossard sai tướng Charles Vergé bài trí sư đoàn của mình đóng giữ thung lũng Forbach-Stiring. Phía sau, ông giữ sư đoàn của tướng Bataille làm trừ bị tại Oetingen, từ đây họ có thể đối phó với bất kỳ một cuộc tấn công nào từ Völklingen vào Forbach. Tổng cộng, trong tay Frossard có 28.000 quân - với 39 tiểu đoàn, 24 khối kỵ binh và 90 cỗ đại bác. Nếu như quân Phổ-Đức mở một đợt tấn công quy mô lớn lên các cao điểm Spicheren, Frossard sẽ phụ thuộc vào sự tiếp viện của một quân đoàn khác để chống đỡ. Cách tuyến phòng ngự Spicheren khoảng 9,7 km về phía sau, Bazaine bố trí 4 sư đoàn của Quân đoàn III trên một địa bàn rộng khoảng 25,75 km.

## Trận đánh

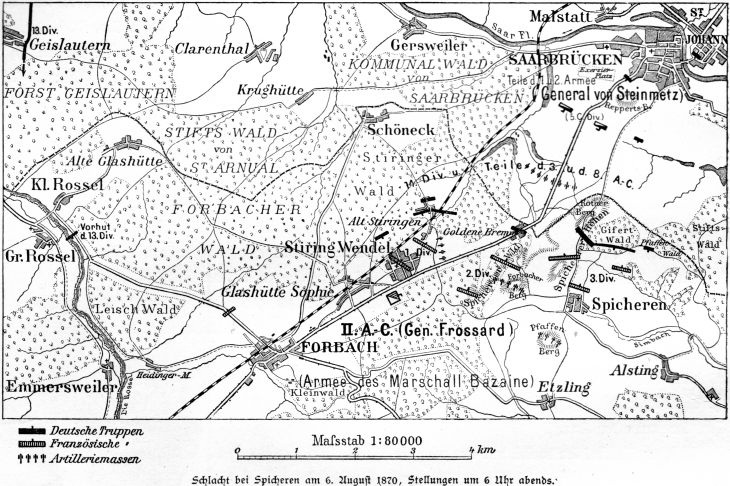
Bản đồ trận Spicheren.

Đầu ngày 6 tháng 8, trong khi chủ lực các binh đoàn 1 và 2 còn đang di chuyển chồng chéo ở phía sau, Trung tướng Georg von Kameke dẫn Sư đoàn Bộ binh 14 (Quân đoàn VII) – đơn vị tiên phong của Binh đoàn 1 – vượt sông Saar vào Saarbrücken. Trước đó Kameke đã được sư đoàn kỵ binh Rheinbaben thông báo về cuộc triệt thoái của quân Pháp khỏi Saarbrücken, nên sau khi tiếp cận với các cao điểm Spicheren, ông tưởng rằng mình đang đối mặt với "hậu quân" của một lực lượng địch đang tháo chạy. Ông liền gửi thỉnh cầu xin Tư lệnh Quân đoàn VII - Thượng tướng Bộ binh 70 tuổi Heinrich von Zastrow cho ông tấn công đội "hậu quân" này. Được Zastrow cho phép "hành động theo điều anh nghĩ là tốt nhất", Kameke ngay lập tức chuẩn bị huy động 6 tiểu đoàn của Lữ đoàn 27 (Trung đoàn Hỏa mai 39 Hạ Rhein và Trung đoàn Bộ binh 74 Hannover) dưới quyền Thiếu tướng Bruno von François tấn công.
Sau một cuộc pháo kích nhỏ vào buổi sáng nhằm dọn đường cho bộ binh tấn công, lúc giữa ngày, lữ đoàn François bắt đầu tiến công ào ạt theo 3 mũi trên một diện rộng 5 km: 2 tiểu đoàn bên phải đánh sườn trái quân Pháp tại thung lũng Stiring, 2 tiểu đoàn bên trái đánh sườn phải quân Pháp tại rừng Giferts và 2 tiểu đoàn trung tâm do François trực tiếp chỉ huy đánh thẳng lên Đồi Đỏ.

### Các đợt tấn công ban đầu của quân Đức

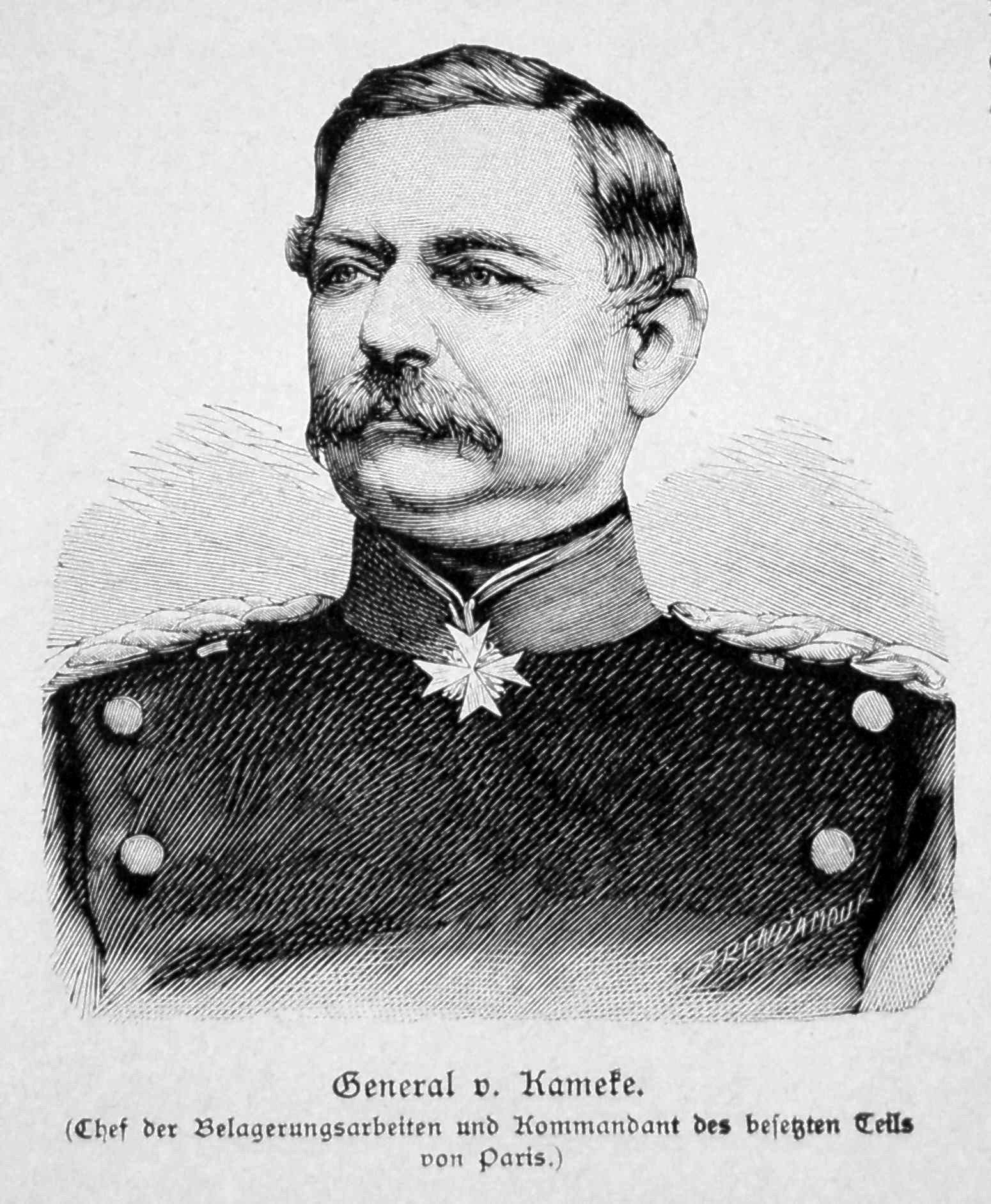
Trung tướng Georg von Kameke, sau này là Bộ trưởng Chiến tranh Phổ.

Trong khi các đại đội hàng dọc của Lữ đoàn 27 đang tiến về phía trước, họ vấp phải làn hỏa lực pháo binh mạnh mẽ mà một "đội hậu quân" không thể có được. Nhờ đội hình mở của mình, quân Đức đã vượt qua được màn đạn pháo trên khoảng đất trống trước các cao điểm Spicheren mà không bị thiệt hại đáng kể. Hai tiểu đoàn Đức ở cánh trái quét sạch các toán tản binh Pháp và tràn vào rừng Giferts, song nhanh chóng làm mồi cho làn mưa đạn ồ ạt của bộ binh và các khẩu đội mitrailleuse của sư đoàn Laveaucoupet. Các toán bộ binh Pháp đã núp sau các lùm cây và bắn quỵ hàng tá quân Đức bằng loại súng trường tối tân Chassepot của mình. Tình hình cánh phải cũng bất lợi không kém: hai tiểu đoàn Hannover chiếm được các khu rừng nằm dọc theo tuyến đường sắt Forbach, song bị hỏa lực Chassepot của sư đoàn Vergé chặn đứng trước Stiring-Wendel với thiệt hại đến hàng trăm người. Trong khi đó, François đôn đốc Tiểu đoàn Hỏa mai của Trung đoàn 74 và 3 đại đội của Trung đoàn 39 đánh đến đáy Đồi Đỏ và chiếm được một vị trí giữa các khe đồi, nhưng cũng bị hỏa lực đại bác và súng trường của Pháp từ trên sườn dốc cản lại. Khoảng 13h, cuộc tấn công của Lữ đoàn 27 coi như đã bị bẻ gãy. Bị hao tổn nặng nề, lữ đoàn phải bám trụ vào các vị trí đứng chân của mình để ẩn tránh hỏa lực quân Pháp và chờ thời cơ.
May mắn cho François, lực lượng pháo binh hùng hậu của Sư đoàn Bộ binh 14 giờ đây đã quy tụ về trận địa với số lượng lớn và cứu Lữ đoàn 27 khỏi nguy cơ bị tiêu diệt. Những khẩu đại bác hiệu Krupp đầy uy lực của tướng Kameke liên tục cày phá các chiến hào và thổi bay mọi đợt phản công của quân Pháp, gây thương vong hàng loạt cho đối phương. Một số đội hình pháo binh linh hoạt của Pháp đã dời xuống cao điểm nhằm thu ngắn tầm đạn của mình đồng thời khống chế ưu thế của đại bác Krupp, song bị các khẩu đội pháo binh Đức bắn trả liên tục và làm câm họng.

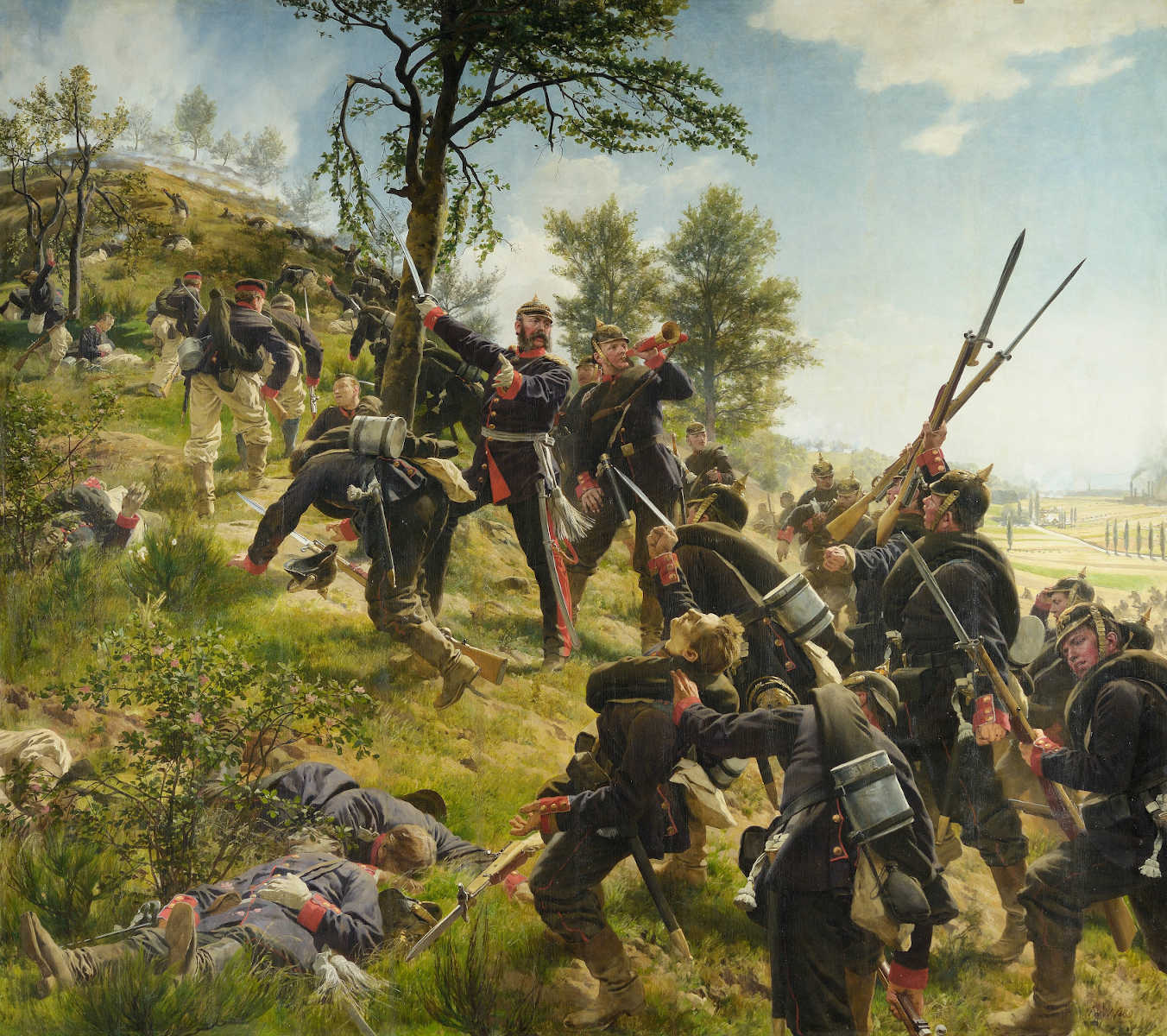
Thiếu tướng François thúc quân tiến chiếm Đồi Đỏ.

Đến giữa chiều, Kameke điều Lữ đoàn 28 do Thiếu tướng Wilhelm von Woyna chỉ huy vào tăng viện cho các tàn binh của Trung đoàn 74 trước Stiring-Wendel. Khoảng 15h30, sau khi đã dốc cả sư đoàn của mình vào cuộc và được biết các đơn vị của binh đoàn 1 và 2 đang kéo về trận địa, Kameke phát lệnh cho François đem Tiểu đoàn Hỏa mai của Trung đoàn 74 và 3 đại đội của Trung đoàn 39 tấn công trực diện lên đồi Đỏ. Trước sự bất ngờ của quân sơn chiến Pháp, người của François hăng hái trèo lên vách đá và quét tan quân Pháp ra khỏi các chiến hào tiền tiêu. Thừa thắng, Đại đội 9 (Trung đoàn 39) khẩn trương truy sát đối phương. Lính sơn chiến Pháp chạy về tuyến thứ hai và bắn trả hết sức dữ dội. Chỉ trong vòng vài phút, François, khi đang xung phong cùng với Đại đội 9, đã bị trúng 5 phát đạn và tử trận. Cuộc tấn công của quân Đức một lần nữa bị chặn đứng với thiệt hại nặng nề. Các đơn vị Đức bám chặt vào các chiến hào tiền tiêu mà họ đã chiếm được trên đỉnh và, nhờ sự yểm trợ đắc lực của pháo binh, họ cản được các đợt phản công dồn dập của Pháp nhằm hất họ xuống đồi.
Có lúc tướng Kameke còn xua một trung đoàn khinh kỵ binh đánh lên đồi Đỏ, nhưng cũng bị đẩy lui với tổn thất lớn.
Trong khi Frossard đã hành động khá chậm chạp để đối phó với các đợt tấn công của Kameke, các thuộc cấp của ông lại tỏ ra quá năng động. Không chỉ Vergé và Laveaucoupet nhanh chóng tiếp viện cho quân tiền phương của mình, ngay đến Bataille cũng chia sư đoàn trừ bị của mình làm đôi để tăng viện các đơn vị tiền phương mà không chờ lệnh cấp trên. Quyết định này đã lấy mất của Frossard những đơn vị trừ bị mà ông có thể dùng để tung một đòn đánh chiến lược. Dù gì, sau 15h30, sư đoàn Kameke đã trở nên dàn trải một cách nguy hiểm. Nhận thấy Lữ đoàn 27 Phổ bị kiệt sức, tướng Laveaucoupet điều Trung đoàn 40 phản công vào rừng Gifert buộc hai tiểu đoàn cánh trái của Đức phải rút khỏi đây chỉ sau một trận chiến đấu ngắn ngủi. Tuy nhiên, quân Pháp khai thác thắng lợi của mình và ở lại trận địa để chờ đợi nước đi tiếp theo của đối phương.

### Các đội viện binh Đức vào trận

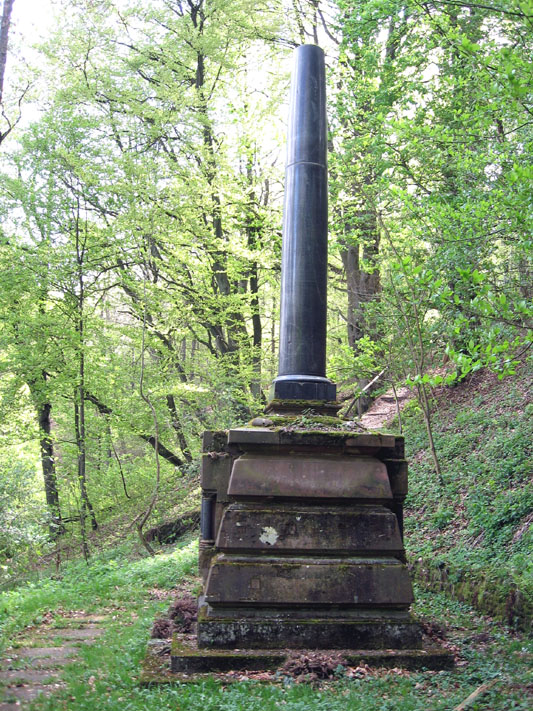
Đài tưởng niệm Trung đoàn Phóng lựu 12 "Thân vương Karl của Phổ", Sư đoàn 5 Phổ tại Spicheren.

Sau khi nhận được tin từ các đội kỵ binh tuần tiễu về cuộc rút lui của quân Pháp khỏi Saarbrücken, cả Steinmetz và Friedrich Karl đều hạ lệnh tổng tiến công qua Saarbrücken vào buổi sáng. Song tiếng đạn pháo từ Spicheren đã thu hút các sư đoàn quân Đức về trận địa từ trước khi họ chính thức nhận lệnh tiến quân. Zastrow đã điều Sư đoàn 13 dưới quyền Trung tướng Adolf von Glümer vượt sông Saar tại Völklingen để thực hiện cuộc hành quân bọc sườn trái và hậu quân Pháp tại Forbach. Sư đoàn 16 (Trung tướng Albert von Barnekow), đơn vị đi đầu của Quân đoàn VIII đã kéo vào trận tuyến trong buổi chiều và tư lệnh quân đoàn này là Thượng tướng Bộ binh August von Goeben thay thế Kameke chỉ huy trận chiến. Ngoài ra, Zastrow cuối cùng cũng tiếp cận trận địa và Goeben đã nhượng lại quyền chỉ huy trận đánh cho viên tướng cao niên này.
Trong khi Sư đoàn 16 đang đổ về Saarbrücken từ mạn bắc, Sư đoàn 5 (Trung tướng Ferdinand von Stülpnagel) thuộc Quân đoàn III Brandenburg – đơn vị đi đầu của Binh đoàn 2 – do Trung tướng Constantin von Alvensleben chỉ huy cũng đổ về từ hướng đông bắc. Dù cả Zastrow và Goeben đều trên quân hàm Alvensleben, Zastrow vì biết mình kém tài hơn nên đã viện cớ không còn quân trừ bị để đặt quyền điều khiển tác chiến vào tay vị tướng năng động này. Từ đây cho đến tối, quân Đức dưới sự yểm trợ của pháo binh đã mở hàng loạt cuộc tấn công quyết liệt vào trận tuyến quân Pháp.

#### Rừng Giferts và đồi Đỏ
Thoạt tiên, tướng von Alvensleben sai von Stülpnagel điều quân xung kích vào rừng Giferts. Quân phòng thủ Pháp của Laveaucoupet đã bắn gục được loạt quân Brandenburg đầu tiên tiến công khu rừng. Sau đó, quân Pháp ra vài đòn phản công làm đối phương thất điên bát đảo. Nhiều đơn vị khác của Sư đoàn 5 và Sư đoàn 16 đã kéo vào rừng để tăng sức ép tấn công. Quân Đức dần dần cũng chiếm được rừng Giferts, nhưng do bìa nam của rừng không chỉ bị ngăn cách khỏi Spicheren bởi một khe hẻm lớn mà còn bị cày xé bởi hỏa lực súng trường và pháo binh Pháp từ trên các sườn dốc phía bên kia, họ nhưng không thể nào tiến ra ngoài rừng. Vào thời điểm 19h30, tất cả những gì mà rừng Giferts chứa đựng là mớ hỗn độn gồm 30 đại đội Đức thuộc các binh đoàn 1 và 2.

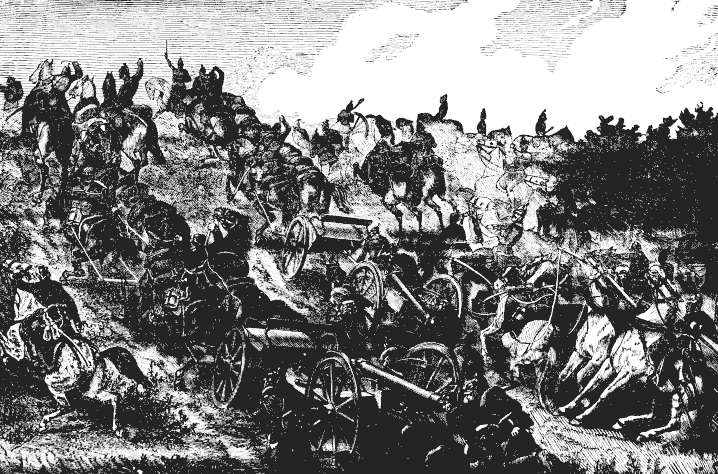
Đại bác Phổ trong cuộc chiến 1870.

Trong khi giao chiến diễn ra ở rừng Giferts, các đơn vị thuộc Sư đoàn 16 dưới sự đốc thúc của tướng von Barnekow đã phối hợp với các thành phần Sư đoàn 5 ập lên đồi Đỏ để tiếp sức cho các tàn binh của François còn đang bám trụ trên đỉnh. Được sự hỗ trợ của pháo binh, các đội hình hàng dọc của Đức xung phong từ mọi hướng và dọn sạch quân sơn chiến Pháp khỏi các chiến hào. Thừa thắng, Alvensleben huy động một trung đoàn Khinh kỵ binh Brunswick leo qua một con hẻm trũng lên đỉnh đồi để khai thác thành quả, song pháo binh Pháp đã tập trung khai hỏa làm quân kỵ binh Đức bị rối bời và không thể di chuyển lên con hẻm này. Tình hình đó buộc Tư lệnh Pháo binh Quân đoàn III - Thiếu tướng Hans von Bülow thỉnh cầu thượng cấp cho ông đưa 12 khẩu đại bác của khẩu đội khinh pháo số 3 và khẩu đội trọng pháo số 3 lên trên đồi Đỏ. Được quân bộ binh giúp sức, đội ngũ pháo thủ Sư đoàn 5 dưới sự chỉ đạo của Thiếu tá von Lyncker dù chịu nhiều hao tổn nhưng đã nhanh chóng kéo được 12 cỗ đại bác lên đỉnh. Từ đây, dàn đại bác Phổ-Đức tập trung bắn dập cao nguyên Spicheren, gây ra thương vong hàng loạt cho các đơn vị quân phòng ngự Pháp. Cho đến tối, quân Pháp cố mở một số đợt phản công lẻ tẻ nhằm chiếm lại đồi Đỏ, nhưng bị đập tan.
Trong thời điểm 17h, quân Đức đã hoàn toàn làm chủ cả đồi Đỏ và rừng Giferts, song tất cả những gì họ chiếm được chỉ là bề mặt của tuyến phòng ngự chính của Frossard, vốn nằm trên khu vực cao quanh Spicheren và Forbach phía trước họ. Để tiếp cận với trận tuyến chính của Pháp, bộ binh Đức cần phải vượt qua một con đèo bị pháo Pháp cày xới từ đồi Pfaffenberg nằm ngoài tầm bắn của pháo Đức. Không một tướng lĩnh Đức nào dám làm điều đó do họ biết rằng nó chỉ gây thêm hao tổn cho các lực lượng đã thấm mệt của mình.

#### Khu vực Stiring-Wendel
Do vậy, mối bận tâm chính của tướng Frossard nằm ở cánh trái của ông, nơi Sư đoàn 14 Phổ đang tấn công mãnh liệt gây cho sư đoàn Vergé lao đao quanh các bãi hàng và công xưởng của Stiring-Wendel. Không chỉ phải đối mặt với Sư đoàn 14 ở phía trước, Vergé còn bị uy hiếp từ bên sườn bởi cuộc hành quân bởi cuộc tiến quân của Sư đoàn 13 Phổ từ Völklingen xuống thung lũng Rossel. Bấy giờ lữ đoàn trừ bị của Vergé đang được bài trí tại Forbach để phòng bị sườn, song Frossard do nhận thấy cần giải quyết gấp mối nguy cơ trước mắt nên đã điều lữ đoàn này đến Stiring. Ngoài ra vị tư lệnh Quân đoàn II cũng đánh điện yêu cầu sư đoàn Metman của Quân đoàn III đến giúp ông giữ Forbach. Đồng thời, sau khi nhận định rằng tình hình cánh trái đang nguy cấp, Bataille cũng chuyển một trung đoàn từ cánh phải sang Stiring để giúp Vergé đẩy lui hiểm họa trước mắt của mình. Được tăng cường lực lượng, quân Pháp trong thung lũng Stiring-Wendel ồ ạt phản công đánh tơi bời các đơn vị bộ binh của tướng Kameke vào khoảng 18h. Quân Đức phải viện đến 7 khẩu đội pháo mới ngăn chặn được bước phản công của quân Pháp và giành thế chủ động.

#### Những diễn biến cuối cùng
Mặc dù Alvensleben chưa được thông tin về đòn phản công vào Sư đoàn 14 bên phải, ông nhận thức rằng các đơn vị Đức trong rừng Giferts và đồi Đỏ đã thấm mệt và không thể tiếp tục tiến công. Nếu như quân Pháp phản công thắng lợi, họ có lẽ sẽ đẩy ông vào thế dựa lưng vào sông Saar. Do đó, viên chỉ huy Quân đoàn III Phổ quyết định tung một đòn đánh cuối cùng để đập vỡ hàng phòng ngự của quân Pháp trên các cao điểm Spicheren, không phải bằng cách đổ thêm quân vào rừng Giferts và đồi Đỏ, mà bằng cách đánh thẳng lên đồi Forbach trải dài từ thung lũng Stiring để thọc sườn trái Laveaucoupet. Và ông đã dùng một lực lượng trừ bị mạnh gồm 7 tiểu đoàn thuộc Sư đoàn 5 để tiến hành đợt tiến công này.

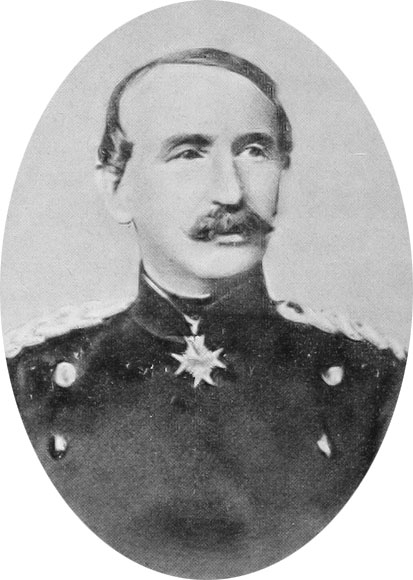
Trung tướng Constantin von Alvensleben.

Dưới sự đôn đốc của tướng Alvensleben, những người lính Brandenburg thiện chiến hăm hở trèo lên đồi Forbach và đánh thốc vào cánh trái sư đoàn Laveaucoupet. Quân cánh trái của Laveaucoupet chống cự vững vàng gây cho đối phương loạng choạng, nhưng đỉnh đồi cuối cùng đã thất thủ về tay quân Đức. Quân Pháp giáng một đòn phản kích lớn hất quân Đức ra khỏi vị trí, song các tiểu đoàn Brandenburg lại xông lên tấn công dũng mãnh và từng bước đoạt lại điểm cao. Cũng trong thời gian này, các đơn vị khác của Laveaucoupet phản công đến tận rừng Giferts, song không chiếm được con đèo yên ngựa dẫn lên đồi Đỏ. Sự xuất hiện của 7 tiểu đoàn Brandenburg bên sườn trái đã buộc quân Pháp phải từ bỏ phản công và lui về tuyến phòng ngự dưới sự yểm trợ của các khẩu đội pháo. Các đợt tấn công mạnh mẽ của bộ binh và pháo binh Đức cuối cùng đã đánh kiệt sức sư đoàn Laveaucoupet, người phải rút đoàn quân tàn tạ của mình chạy vào thị trấn Spicheren lúc khoảng 19h30.
Bên cánh phải, các đơn vị của Zastrow khi gần đêm đã chỉnh đốn tình hình và giành lại thế chủ động. Pháo Pháp dội xối xả vào các đội hình tấn công của Đức cho đến khi bị câm tịt trước sự phản pháo của một khẩu đội Đức dưới sự chỉ huy của Trung tá Gotz. Được Goeben tiếp sức bằng mọi tiểu đoàn chưa tham chiến của Sư đoàn 16, quân Đức mở rộng tấn công chiếm được nhiều vị trí từ tay các sư đoàn Vergé và Bataille trong màn đêm. Mặc dù quân của hai tướng Pháp cố sức chống trả, cục diện trận đánh trên thực tế đã được quyết định từ sau 19h, khi quân tiền vệ của sư đoàn Glümer xuất hiện ở các ngọn đồi trên Forbach. Frossard, do đã đổ hết lực lượng lên tiền tuyến, nên không còn quân phòng giữ thị trấn. Một sĩ quan Pháp nhanh trí đã thu nhặt một số lính dự bị để ngăn cản bước tiến của Glümer, song tình hình quân Pháp sớm trở nên vô vọng. Nhận thấy đối phương đang dần khép kín vòng vây (Kessel), Frossard quyết định từ bỏ Forbach – cơ sở tiếp tế chủ yếu cho mọi kế hoạch tấn công lãnh thổ Đức – vào lúc 19h30. Do cuộc tấn công của Glümer từ mạn bắc đã làm cho việc rút chạy về St. Avold theo hướng tây trở nên bất khả thi, viên tướng Pháp đành tiến hành rút toàn bộ lực lượng về Sarreguemines theo hướng nam. Vergé và Bataille nhận lệnh rút các đơn vị của mình khỏi những căn nhà đang bừng cháy trong khu vực Stiring-Wendel, một nhiệm vụ không dễ tí nào dưới sức tấn công dữ dội của quân Đức.
Phải đến lúc Frossard tập kết các đơn vị của mình trên các sườn dốc phía sau Spicheren để tiến hành triệt thoái, quân tiếp viện Quân đoàn III mới xuất hiện. Theo sử gia Michael Howard, họ nhìn thấy đầy rẫy "những đội hình rút lui gồm những người cay đắng và kiệt sức".

## Kết cục

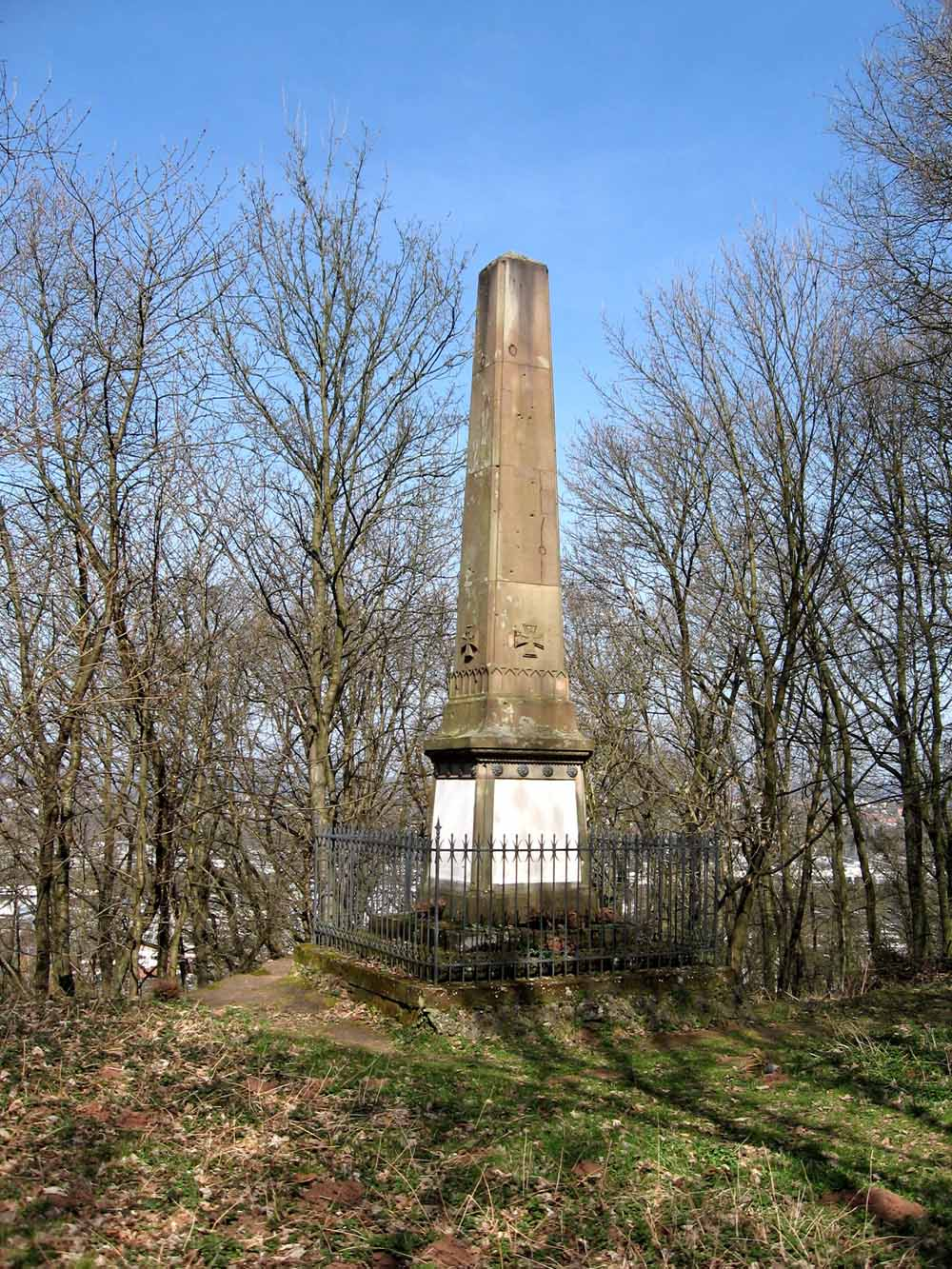
Đài tưởng niệm Trung đoàn Bộ binh 74 Hannover tại Spicheren.

Mặc dù nằm ngoài kế hoạch của Moltke và Bộ Chỉ huy Đức, chiến thắng Spicheren đã đánh vỡ chính diện của Binh đoàn sông Rhin và mở đường cho quân Phổ-Đức tiến vào Lorraine. Một đại tá Trung đoàn 63 Pháp tham chiến ở Spicheren đã mô tả một cách cay cú về trận đánh: "Quân ta xả súng trường suốt cả ngày hôm đó nhưng không mấy hiệu quả trước một kẻ địch liên tục được tăng cường lực lượng và bọc sườn ta". Lời bình luận này đã trở nên thông dụng trong cuộc Chiến tranh Pháp-Đức.
Trong thư gửi Alvensleben vào ngày 7 tháng 8, Thân vương Friedrich Karl đã so sánh sự thất trận của quân Pháp tại Spicheren với cuộc đại bại của nước Áo năm 1866: "Giống như năm 1866... tụi Pháp đã thả cho ta thảy một vài quân đoàn giáng vào mớ quân mềm mại, mong manh của chúng". Hai ngày sau, khi viết thư cho mẹ mình, Friedrich Karl lại khẳng định sự tương đồng với chiến dịch nước Áo: "Ở mọi nơi cuộc chiến mở đầu giống như [cuộc chiến] năm 1866, [với] sự thua trận liểng xiểng của các quân đoàn riêng lẻ và sự xuống tinh thần nghiêm trọng [của địch]. Trong các khu rừng gần đây đầy rẫy quân địch đào ngũ. Cứ điểm mà chúng con đã đánh chiếm tại Spicheren rắn chắc một cách không thể tưởng được".

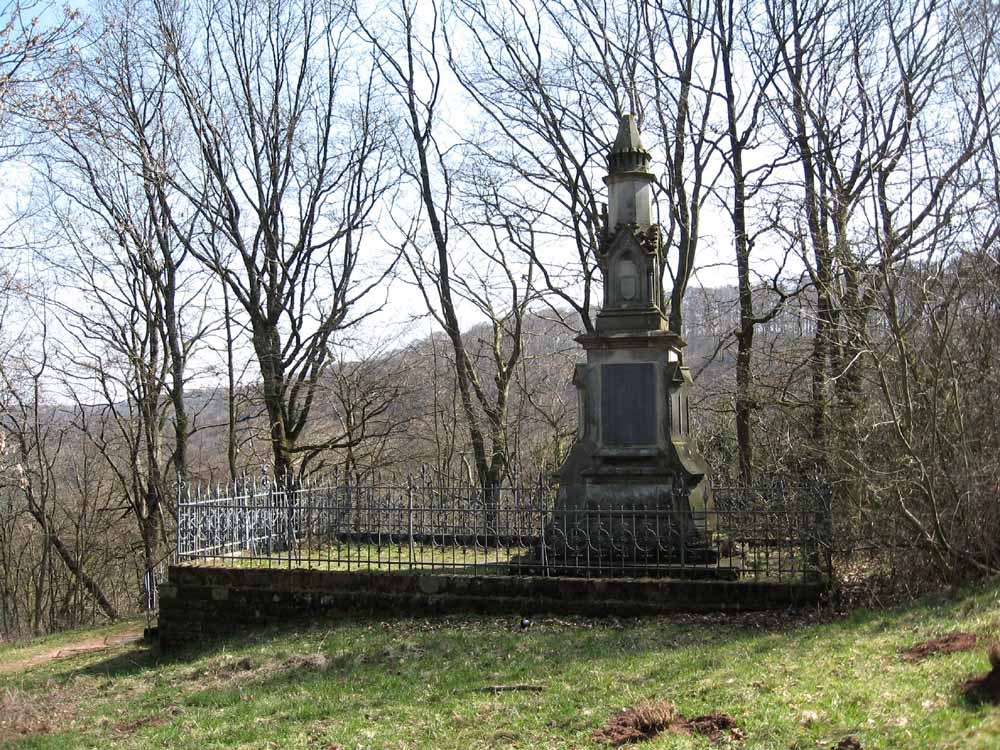
Đài tưởng niệm Trung đoàn Bộ binh 48 "Von Stülpnagel" (Quân đoàn V Brandenburg) tại Spicheren.

Nhưng chiến dịch năm 1870 có một khác biệt lớn với năm 1866 mà Friedrich Karl không chỉ ra: với ưu thế vượt trội trước loại súng trường Dreyse mà bộ binh Phổ sử dụng, các khẩu Chassepot của Pháp đã mang lại thiệt hại nặng nề cho quân lực Phổ. Trái với các trận đánh năm 1866 khi quân Phổ chỉ thiệt mất 1 người để đổi lấy 4 lính Áo chết hoặc bị thương, quân Phổ trong trận đánh Spicheren chịu thương vong hơn gấp đôi quân Pháp. Trong số 35.000 quân tham chiến thuộc 33 tiểu đoàn và 33 khối kỵ binh, họ mất 850 người tử trận, 3.650 bị thương cộng thêm 400 mất tích. Con số này chiếm hơn nửa tổng số quân Phổ chết và bị thương trong trận đại chiến Königgrätz, mặc dù quy mô của trận Spicheren nhỏ hơn rất nhiều so với Königgrätz. Theo một nhân chứng, vua Wilhelm I của Phổ khi thị sát trận địa đã "tỏ ra hoảng hốt" trước cuộc tàn sát không ai ngờ tới này. Điều duy nhất có thể an ủi ông là mức độ tổn thất của quân Pháp - rất cao nếu xét về những lợi thế tự nhiên mà họ có được từ địa điểm phòng thủ của họ. Quân Pháp trong trận chiến bị thiệt mất 4.100 người, trong số đó hơn 2.000 người mất tích (phần lớn số này bị bắt làm tù binh). Con số này đã góp phần khẳng định sức mạnh ưu việt của các khẩu đại bác Krupp mà pháo binh Đức sử dụng.
Cùng ngày 6 tháng 8, chủ lực Binh đoàn 3 Phổ-Đức do Thái tử Friedrich Wilhelm thống lĩnh đã đánh tan bộ phận quân Pháp dưới quyền Mac-Mahon gồm Quân đoàn I và một sư đoàn của Quân đoàn VII trong trận Wœrth-Frœschwiller, buộc quân Mac-Mahon phải cuống cuồng tháo chạy về hướng tây nam qua dãy Vosges. Đúng như sự dự đoán của Thủ tướng Phổ-Bắc Đức Otto von Bismarck, tin tức về các trận Wœrth và Spicheren đã gây choáng ngợp cho các đồng minh tiềm ẩn của Pháp ở châu Âu: người Áo, Đan Mạch và Ý. Họ từ bỏ mọi ý định tham gia cuộc chiến mà người Pháp xem ra đã bị đánh bại.
Hai cuộc thua trận ngày 6 tháng 8 – nổi bật trong đó là cảnh tượng pháo binh Đức khoét những lỗ hổng to lớn vào trận tuyến của mình – đã làm sa sút tinh thần quân tướng Pháp đồng thời đánh đòn nặng nề vào ý chí của Napoléon. Buổi sáng ngày 7 tháng 8, ông truyền lệnh cho toàn bộ quân lực rút về Châlons-sur-Marne, để lại mọi quyền chủ động chiến lược trong tay Graf Moltke. Nhưng, trong khi con đường tháo chạy về hướng tây-nam của MacMahon sau trận Wœrth đã mở rộng khoảng trống giữa 3 quân đoàn I, V, VII ở phía nam và 5 quân đoàn chủ lực Pháp trên mạn bắc, Frossard lại tự ý quyết định rút quân từ Sarreguemines về Metz mà không hỏi ý Napoléon khi hay tin Mac-Mahon đại bại. Cuối ngày 7 tháng 8, sau khi xác định lại tình hình, hoàng đế Pháp đành hạ lệnh cho cánh quân phía nam triệt thoái về Châlons để thành lập một binh đoàn mới do MacMahon chỉ huy, còn chủ lực Binh đoàn sông Rhin lui về tập kết tại pháo đài Metz rồi rút tới Châlons theo đường Verdun để hội quân với Mac-Mahon. Chỉ sau một tuần lễ chiến đấu, quân đội Pháp đã hoàn toàn triệt thoái.
Sau khi nhận định lại cục diện chiến tranh, Moltke quyết định tập trung tập trung điều động các binh đoàn 1 và 2 truy kích tiêu diệt chủ lực Binh đoàn sông Rhin trong khi Thái tử Friedrich Wilhelm tiếp tục theo sau cánh quân của MacMahon. Quyết định này đã dẫn đến các trận đánh lớn kế tiếp tại Borny-Colombey (14 tháng 8), Mars-la-Tour (16 tháng 8) và Gravelotte (18 tháng 8).